# Ernst Wilhelm Cuhn
Ernst Wilhelm Cuhn (* 7. Dezember 1756 in Kassel; † 13. März 1809 ebenda) war ein deutscher Bibliothekar und Historiker.

## Leben
Ernst Wilhelm Cuhn war der Sohn des Leibarztes vom Landgrafen Wilhelm VIII.
Er wurde am 4. Juli 1784 als Sekretär bei der landgräflichen Bibliothek (heute: Universitätsbibliothek Kassel – Landesbibliothek und Murhardsche Bibliothek der Stadt Kassel) eingestellt. In den Jahren 1784, 1788 und 1789 übte er dazu das Amt des zweiten Hofarchivars aus, legte jedoch 1791 sein Amt als Rat und Bibliothekar aus Verdruss nieder, weil einer seiner Briefe unerlaubterweise geöffnet wurde.
Er bat 1792 Friedrich Wilhelm II. um eine Anstellung als Historiograph beim Departement für auswärtige Affairen in Berlin. Am 8. Januar 1792 erfolgte seine Einstellung mit der Aufgabenstellung zu historischen Ausarbeitungen und Dedukationen; sein Gehalt von jährlich 1.000 Taler wurden mit 200 Taler teilweise von der Königlich Preußischen Akademie der Wissenschaften zu Berlin getragen. Er erstellte historische Gutachten zum verschwiegenen Gebrauch im Kabinettsministerium und so war seine erste Ausarbeitung für den Kabinettsminister Eine Einleitung zu der Geschichte der Staatsunterhandlungen des Königlich Preußischen Cabinets im Jahre 1781, in der er in chronologischer Ordnung, und unter Beschreibung der verschiedenen Charakter, die Verhandlungen darstellte, ohne nöthig zu haben, die Acten ganz selbst durchzulesen.
Mit seinem Hauptwerk beauftragte ihn 1794 der Minister Philipp Karl von Alvensleben Die Vorgeschichte des Kontraktes von 1700 darzustellen. Hierzu ließ Cuhn sich alle notwendigen und verfügbaren Unterlagen, die bis in die Zeit der späten 1650er Jahre beim Großen Kurfürsten zurückreichten, um pragmatisch darzustellen, wie es zum Frieden zu Welau und Oliva kam. Noch vor Beendigung seiner Arbeit wurde er beim Herrscherwechsel durch Friedrich Wilhelm III., als entbehrlich scheinendes Personal, zu dem ein Historiograph im Auswärtigen Amt als ganz überflüssig erschien, mit einer kleinen Pension entlassen. Trotz seiner Entlassung erhielt er 1798 noch die Aufforderung, Nachbesserungen an seinem Werk vorzunehmen.
Durch die Überlassung der Akten, war es ihm möglich, eine Geschichte der Preußischen Königswürde zu beginnen, die er auch nach seiner Entlassung in Berlin fortsetzte, dort konnte er sich jedoch aus finanziellen Gründen nicht lange halten und kehrte nach Kassel zurück. 1805 bat er um die Veröffentlichung seines Werkes, das Karl August von Hardenberg unterstützte, und hierzu dem König persönlich vortrug. Eine Veröffentlichung wurde befürwortet, jedoch nur unter der Maßgabe, dass das Manuskript vorher von einem Rat des auswärtigen Departements durchgesehen werde, um eventuell Änderungen vornehmen zu können. Der preußische König entschied, er habe nichts dagegen, das das Werk herausgegeben werde, allerdings hielte er eine Prüfung der details die zur Publicitat sich weniger eigenen möchten für rathsam. Aufgrund der damaligen eskalierenden politischen Lage erging im Dezember 1807 aus  Memel in Ostpreußen der Bescheid, dass vor Rückkehr der Ämter nach Berlin daran nicht zu denken sei. Nachdem Cuhn 1809 verstorben war, wurde die Veröffentlichung eingestellt und das Werk archiviert.

## Ehrungen und Auszeichnungen
Mit seiner Einstellung als Historiograph wurde Ernst Wilhelm Cuhn zum Königlich Preußischen Kriegsrat ernannt.

## Mitgliedschaften
Ernst Wilhelm Cuhn war seit dem 12. Januar 1792 Mitglied der Akademie der Wissenschaften.

## Schriften (Auswahl)
- Charles de Peyssonnel; Ernst Wilhelm Cuhn: Die Verfassung des Handels auf dem schwarzen Meere. Leipzig 1788.
- Louis de Chénier; Ernst Wilhelm Cuhn: Geschichte und Staatsverfassung der Königreiche Marocko und Fetz. Leipzig: Weygand, 1788.
- Johann Joachim von Rusdorf; Ernst Wilhelm Cuhn: Geheime Unterhandlungen und Urkunden zur Geschichte des dreißigjährigen Krieges. Leipzig Weygand 1789.
- Memoires et negociations secretes de Mr. de Rusdorf, conseiller d'etat de S.M. Frederic V, roi de Boheme, electeur palatin pour servir a l'histoire de la Guerre de trente ans. Leipzig: Weygand, 1789.
- Sammlung merkwürdiger Reisen in das Innre von Afrika. Leipzig 1790.
- Reise nach Abyssinien. Leipzig 1791.